# Phaenocarpa periculosa
Phaenocarpa periculosa är en stekelart som beskrevs av Fischer 1974. Phaenocarpa periculosa ingår i släktet Phaenocarpa och familjen bracksteklar. Inga underarter finns listade i Catalogue of Life.